# 7985 Неделку
7985 Неделку (7985 Nedelcu, 1981 EK10, 1990 VW7) — астероїд головного поясу, відкритий 1 березня 1981 року.
Тіссеранів параметр щодо Юпітера — 3.554.